# Симпсон (Канзас)
Симпсон (енгл. Simpson) град је у америчкој савезној држави Канзас.

## Демографија
По попису из 2010. године број становника је 86, што је 28 (-24,6%) становника мање него 2000. године.
| Група             | 2000.        | 2010.      |
| Белци             | 114 (100,0%) | 85 (98,8%) |
| Афроамериканци    | 0 (0,0%)     | 0 (0,0%)   |
| Азијати           | 0 (0,0%)     | 0 (0,0%)   |
| Хиспаноамериканци | 0 (0,0%)     | 0 (0,0%)   |
| Укупно            | 114          | 86         |